# Kort tenisowy

Kort tenisowy. Wymiary w metrach

Kort tenisowy – pole do gry w tenisa.
Mecz tenisowy rozgrywany jest na prostokątnym, płaskim korcie tenisowym o nawierzchni twardej, ceglanej, trawiastej, betonowej bądź asfaltowej lub dywanowej (ten ostatni rodzaj jest najczęściej wykorzystywany w meczach w hali). Długość kortu wynosi 23,77 metra (78 stóp), a szerokość 8,23 m (27 stóp) w grze pojedynczej i 10,97 m (36 stóp) dla meczów deblowych. Poza polem gry wymagana jest również dodatkowa przestrzeń dookoła kortu, aby zawodnicy mogli gonić piłki lecące na zewnątrz. Pośrodku kortu, równolegle do linii końcowych, znajduje się siatka dzieląca go na dwie równe części. Wysokość siatki jest najwyższa przy słupkach, do których jest przymocowana i wynosi 1,07 m (3,5 stopy). Pośrodku kortu jest ona najniższa i wynosi 91,4 cm (3 stopy).
Swój obecny kształt kort tenisowy zawdzięcza majorowi Walterowi Cloptonowi Wingfieldowi, który w 1873 opatentował pomysł kortu do gry znanej jako sphairstike. Wymyślony przez Wingfielda kort o kształcie dwóch trapezów złączonych podstawami został zmodyfikowany do swojego obecnego, prostokątnego kształtu w 1875 r.

## Linie
Linia równoległa do siatki znajdująca się najdalej od niej nosi nazwę końcowej (ang. baseline), natomiast linia bliżej środka kortu nosi nazwę serwisowej. Pośrodku każdej z linii końcowych znajduje się znacznik środkowy. Linia najbardziej wysunięta na zewnątrz nosi nazwę linii deblowej. Wykorzystuje się ją tylko podczas meczów gry podwójnej i mieszanej. Linia boczna znajdująca się bliżej środka kortu wyznacza boczną granicę placu gry w meczach singla. Obszar między boczną linią deblową oraz położoną bliżej niej boczną linią singlową nazywany jest korytarzem deblowym. Stosowany jest tylko meczach par deblowych i mieszanych.
Linia biegnąca wszerz każdej z połówek kortu nazywana jest linią serwisową, ponieważ zawodnik musi przy serwisie trafić w obszar od siatki po stronie przeciwnika do tej linii. Tym samym, linia serwisowa nie oznacza miejsca, w którym stoi tenisista przy podaniu. Linia dzieląca linię serwisową nosi nazwę linii środkowej lub środkowej linii serwisowej. Obszar wyznaczony przez boczną linię singlową, linię serwisową i boczną linię serwisową nosi miano kara serwisowego. Przy każdym punkcie zawodnik serwuje w inne karo serwisowe. Piłka zostaje uznana za autową wtedy, gdy po zagraniu nie odbije się ani razu w polu gry wyznaczonym przez linie końcowe oraz boczne (w zależności od konkurencji deblowe lub singlowe) lub od którejś z tych linii. Linie biegną wewnątrz pól, które wyznaczają. Tym samym trafienie w linię ograniczającą dany obszar (pole gry, karo serwisowe) jest uznawane za trafienie w to pole.
Szerokość linii końcowej może sięgać maksymalnie 4 cali (101,6 mm). Szerokość pozostałych linii musi mieścić się w przedziale od 1 do 2 cali (od 25,4 mm do 50,8 mm).

## Nawierzchnia
W tenisie stosuje się cztery podstawowe rodzaje nawierzchni kortu – ceglaną mączkę, trawę, nawierzchnię twardą (zazwyczaj akrylową) oraz dywanową. W przeszłości grano również na kortach o nawierzchni drewnianej. Każda z nich charakteryzuje się inną szybkością i odbiciem piłki. Gra na tej samej nawierzchni, ale w hali jest szybsza niż na wolnym powietrzu.
| Rodzaj                            | Grafika | Opis |
| --------------------------------- | ------- | --- |
| Ziemna/Ceglana mączka (ang. Clay) |         | Wyróżnia się czerwoną mączkę (wykorzystywaną podczas French Open oraz licznych innych turniejów, głównie w Europie i Ameryce Łacińskiej) i zieloną (stosowaną w Stanach Zjednoczonych). Na kortach ceglanych piłka odbija się wyżej i z mniejszą prędkością, ponieważ nawierzchnia jest szorstka i występuje na niej duże tarcie[wymaga weryfikacji?] |
| Twarda (ang. Hard)                |         | Przykłady nawierzchni twardej to podłoże akrylowe (Plexicushion podczas Australian Open czy stosowane na US Open DecoTurf), asfaltowe lub betonowe. Korty twarde charakteryzują się szybszym i średnio wysokim odskokiem piłki. |
| Trawiasta (ang. Grass)            |         | Wykorzystywana podczas Wimbledonu oraz kilku mniejszych turniejów. Na kortach trawiastych piłki lecą szybko i odbijają się niżej, ponieważ napotykają mniejsze tarcie.[wymaga weryfikacji?] |
| Dywanowa (ang. Carpet)            |         | Nawierzchnia dywanowa to każdy rodzaj usuwalnego pokrycia kortu, wliczając w to wykładzinę i sztuczną darń. Na takiej nawierzchni kozioł piłki może być niższy lub wyższy niż na kortach twardych. |